# Klaus Wollenweber
Klaus Wollenweber (* 5. Mai 1939 in Krefeld) war vom 1. Mai 1995 bis zum 31. Mai 2004 Bischof der Evangelischen Kirche der Schlesischen Oberlausitz.
Nach dem Theologiestudium von 1959 bis 1964 in Heidelberg, Berlin und Bonn wurde Klaus Wollenweber 1967 ordiniert.
Bis 1988 war er als Pfarrer der Bonner Kreuzkirchengemeinde tätig. Er war zudem Leiter der Berliner Bibelwochen und der Pfarrerstudientagungen der Evangelischen Kirche der Union (EKU) in Berlin. Von 1988 bis 1995 war er theologischer Oberkirchenrat in der Kirchenkanzlei der EKU in Berlin. Im Jahre 1995 wurde er von der Synode der Evangelischen Kirche der Schlesischen Oberlausitz zum Bischof gewählt und am 1. Mai 1995 in der Peterskirche in Görlitz vom damaligen Präses der Evangelischen Kirche im Rheinland, Peter Beier, in das Bischofsamt eingeführt.
Im Jahr 1997 war er maßgeblich am Abschluss eines Partnerschaftsvertrages zwischen der Evangelischen Kirche der Schlesischen Oberlausitz und der Diözese Breslau der Evangelisch-Augsburgischen Kirche in Polen beteiligt, dem ersten Partnerschaftsabkommen dieser Art. Ab November 2000 war er Beauftragter der Evangelischen Kirche in Deutschland (EKD) für Spätaussiedler und Fragen der Vertriebenen.
Wollenweber ist mit einer Lehrerin verheiratet und Vater von fünf Kindern. Er lebt im Ruhestand in Bonn. Am 2. Juni 2012 sprach er das Grußwort der evangelischen Kirche bei der Eröffnung der Namen-Jesu-Kirche als Bischofs- und Bistumskirche der Alt-Katholischen Kirche in Deutschland, dabei überreichte er Bischof Matthias Ring als Geschenk eine Bibel.